# Као Лам
Као Лам (тай. ข้าวหลาม) — національний тайський десерт. Робиться наступним чином: відварений рис заливають кокосовим молоком і настоюють протягом дня, потім його розфасовують в бамбукові чурки, де з одного боку утворюється природна пробка, а з іншого заливають цукровмісних продуктів (мед, цукор, фруктовий сироп) і ставлять запікатися на невеликий вогонь. Під впливом температури цукрова пробка карамелізується і закупорює вихід. Так як рис використовується вже попередньо відварений, то час запікання дуже нетривалий. Після запікання страва готова до транспортування.
Для того, щоб насолодитися смачним Као Лам, треба після приготування (або покупки) розламати бамбук за допомогою важкого предмета. Зазвичай це роблять продавці самі. Потім за допомогою ложки або рук можна приступати до трапези.
У рис часто додають різні фрукти або боби.